# Граштиця
Гра́штиця (болг. Гращица) — село в Смолянській області Болгарії. Входить до складу общини Смолян.

## Населення
За даними перепису населення 2011 року у селі проживали 11 осіб, з них 10 осіб (90,9%) — болгари.
Розподіл населення за віком у 2011 році:
Динаміка населення: